# Eygalières
Eygalières är en kommun i departementet Bouches-du-Rhône i regionen Provence-Alpes-Côte d'Azur i sydöstra Frankrike. Kommunen ligger  i kantonen Orgon som ligger i arrondissementet Arles. År 2022 hade Eygalières 1 740 invånare.

## Befolkningsutveckling
Antalet invånare i kommunen Eygalières
Referens:INSEE